# フーシン部
フーシン(モンゴル語: Hu'ušin)とは、モンゴル部に属する遊牧集団の名称。『元朝秘史』では許兀慎、『集史』ではهوشین（hūshīn）と記される。

## 概要
アラン・ゴアと光の精の末裔たるニルンに属さない、ドルルギン諸氏族の1つ。フーシン部の起源については全く記録が残っていないが、これはフーシン部が元来はウリヤンハン、スルドス、バヤウトなどと同様にブルカン・カルドゥンに移住してきたボルジギン氏に征服された先住民であったためと考えられている。フーシンはモンゴル部の中でも弱小な氏族であり、後述するボロクルはキヤト・ジュルキン氏の隷属民出身であった。
フーシン部にとって転機となったのはボロクル・ノヤンの登場で、幼いころにチンギス・カンに見出されたボロクルは「四駿（Dörben külü'üd）」と称されるモンゴル帝国最高幹部にまで出世した。ボロクルは「右手の万人隊長」ボオルチュの副官としてチンギス・カン直属の右翼軍の統轄を任せられ、以後ボロクルの後裔は右翼軍の統轄とケシクテイ（親衛隊）長の地位を代々世襲するようになった。また、ボロクルの他にもフーシダイ（ケテ）というフーシン部出身の人物がジョチ・ウルスに仕えていたと記録されている。